# Міят Томич
Міят Томич (Mijat Tomić, помер у 1656 р.) був гайдуком, який очолював розбійників, що боролися проти панування Османської імперії в сучасній Боснії та Герцеговині.

## Життєпис
Народився в селі Бришник поблизу Томиславграда. Хоча точна дата його народження невідома, кажуть, що Міят втратив батьків у молодому віці, і до 1640 року було відомо, що він мав принаймні двох братів і двох сестер.
У дитинстві Міят уважався фізично сильним, ця характеристика пізніше була доведена в майбутніх боях. Одна легенда свідчить, що він переміг, змагаючись у деяких іграх, популярних серед місцевого мусульманського населення. Поразка не сподобалася мусульманам, і вони вирішили, що його слід убити. Потім Міят утік на гору Вран, поклавши початок свого гайдуцького життя. 
Факти про життя Міята Томича були опубліковані в книзі XVIII століття Cvit razgovora naroda i jezika iliričkoga aliti rvackoga (1747) францисканського священика Філіпа Грабовача. Посилаючись на Томича, Грабовац стверджував, що після його смерті «справжнього гайдука, як він, ніколи не існувало і ніколи не буде». 
Міят Томич помер приблизно 20 липня 1656 року (у день свята святого Іллі) в Доляні, поселенні поблизу Ябланиці в сучасній Боснії та Герцеговині. Багато віршів і легенд свідчать про те, що його зрадив хрещений батько Ілля Бобовач. Венеціанське джерело вказує, що в Сараєві було більше святкувань після повідомлення про смерть Міята, ніж після новин про захоплення Багдада кількома роками раніше (1638). 

## Вплив

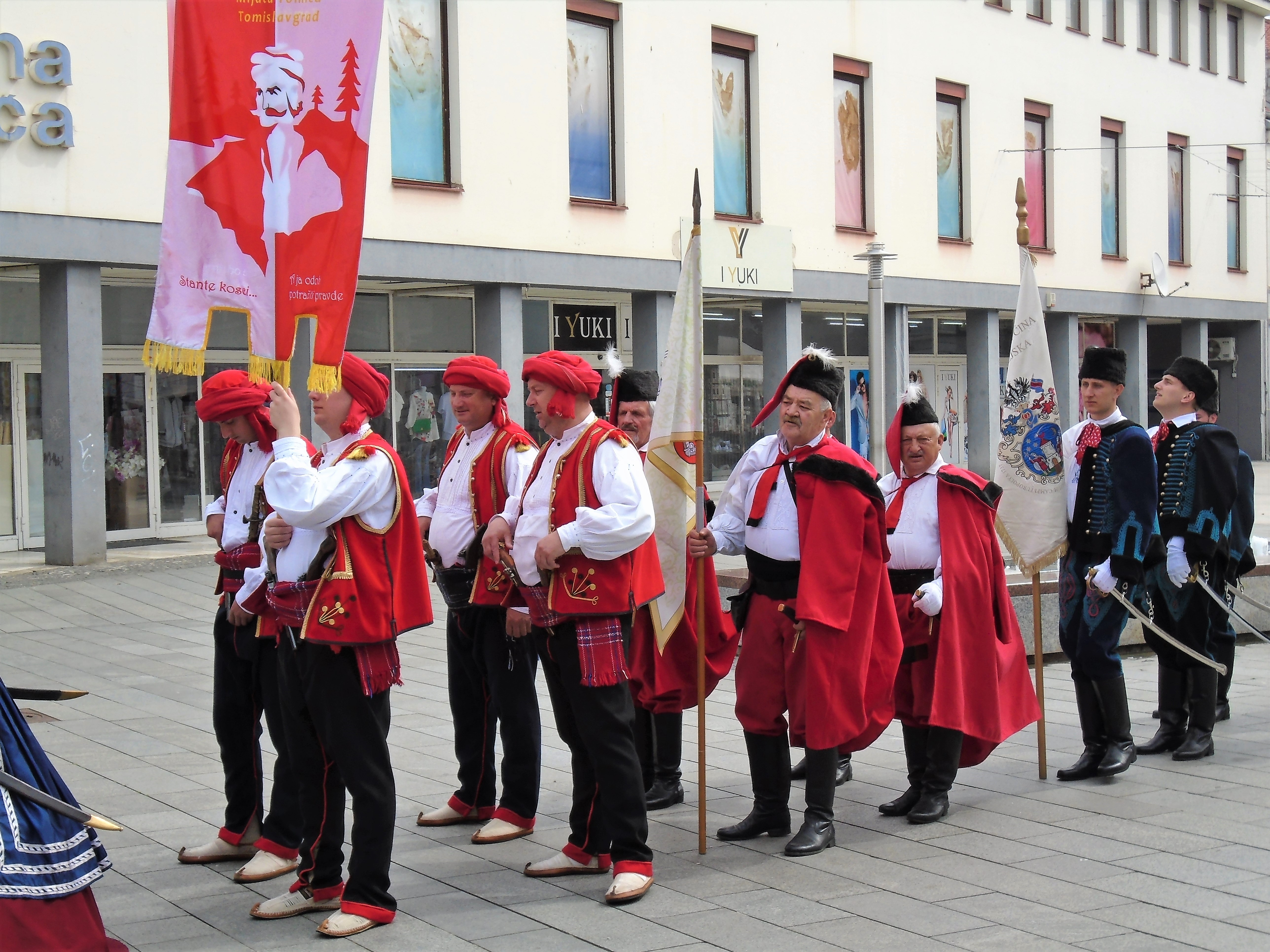
Чотири учасники (ліворуч) військових реконструкторів «Mijat Tomić Hajduk Band» з Томиславграда (Боснія та Герцеговина) відвідують Чаковец (Хорватія), 2023 р.

«Гайдуцька республіка Міята Томича» (Hajdučka Republika Mijata Tomića), самопроголошена віртуальна держава в Боснії та Герцеговині, названа на його честь, і його зображення є на їх національному прапорі. 